# Feronia (Etruria)

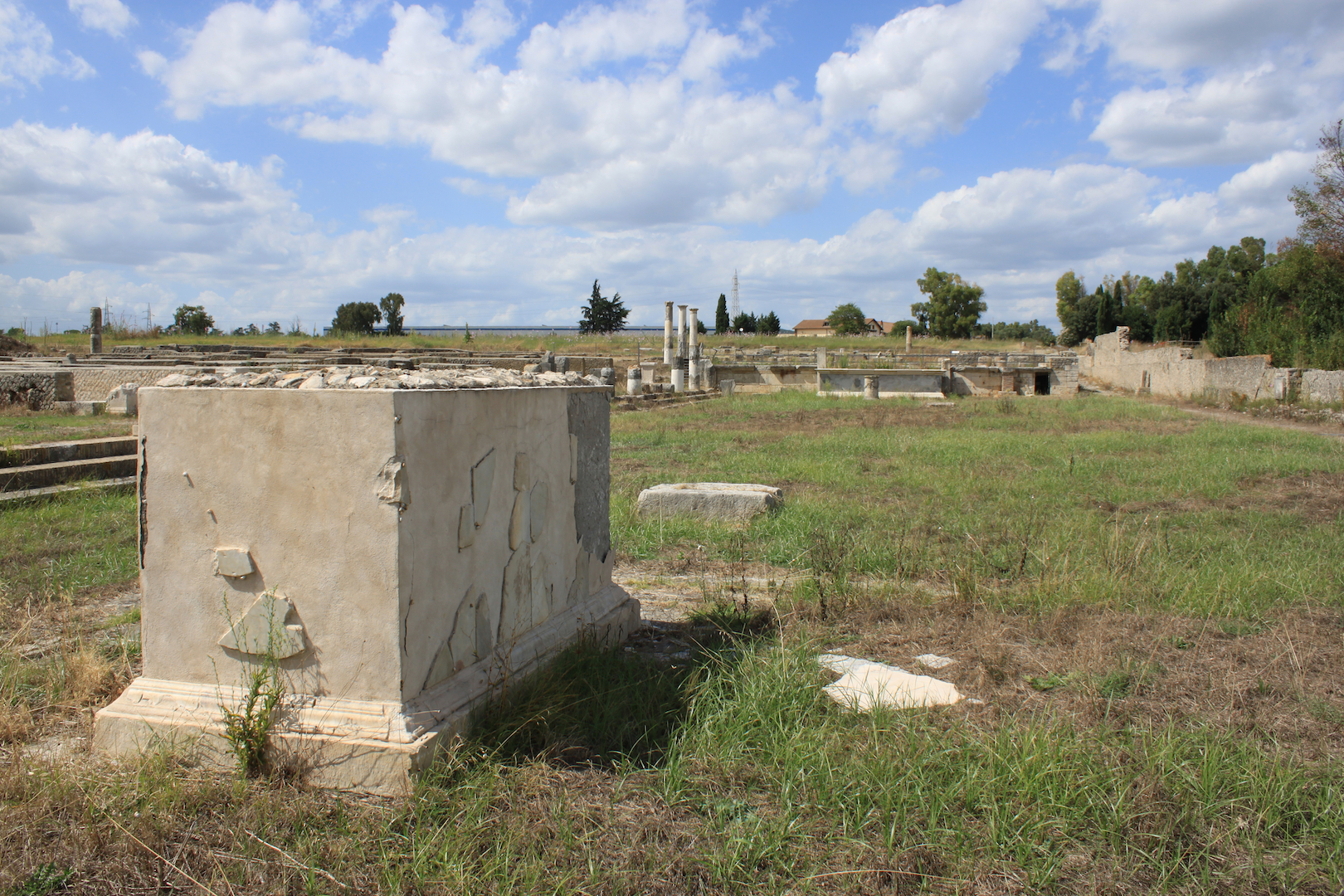
Vista del sitio arqueológico, en Capena (provincia de Roma).

Feronia o Lucus Feroniae (griego: Φερωνία, en Estrabón; Λοῦκος Φηρωνίας, en Claudio Ptolomeo) fue una antigua ciudad del sur de Etruria, al pie del monte Soracte, dentro del territorio de Capena, cerca del famoso santuario y del bosque sagrado de la diosa Feronia, de quien toma su nombre.

## Historia
El geógrafo griego Estrabón es el único autor que menciona una ciudad con este nombre, a la que llama Feronia1. Otros escritores hablan de Lucus Feroniae, y Feroniae fanum, bosque sagrado y santuario de Feronia, pero es natural que con el paso del tiempo, crezca una ciudad alrededor de un lugar sagrado, que anualmente era visitado por un gran número de personas. 
Feronie parece haber sido una diosa sabina, y, por tanto, a las fiestas en su santuario habrían asistido especialmente los sabinos, aunque el santuario en sí estaba en territorio etrusco y dependía de la ciudad vecina de Capena. La primera mención de estas fiestas anuales se da ya en el reinado de Tulio Hostilio, cuando las encontramos ya frecuentadas por gran número de personas, no solo por sus ritos religiosos, sino como una especie de feria con fines comerciales, costumbre que parece haber prevalecido en todas las celebraciones similares.
En el transcurso de los siglos, se había acumulado una gran riqueza en el santuario de Feronia, y esto tentó a Aníbal a hacer un alto en su marcha durante su retirada de Roma, en 211 a. C., con el propósito de saquear su templo. En esta ocasión lo despojó de todo su oro y plata, ascendiendo a una gran suma, además de una gran cantidad de bronce tosco o sin acuñar, prueba suficiente de la antigüedad del santuario. Otros referencias del lugar son algunas menciones casuales de determinados prodigios que ocurrieron allí; y Estrabón dice que todavía era muy frecuentado en su tiempo, y que muchas personas llegaban hasta allí para presenciar el milagro de los sacerdotes y los devotos de la diosa que pasaban a través del fuego y sobre cenizas ardientes, saliendo ilesos. Esta superstición es atribuida por otros escritores al templo de Apolo, en la cima del monte Soracte. Probablemente el santuario fue trasladado desde la cima del monte hasta sus pies.
La posición general del Lucus Feroniae está suficientemente fijada por las declaraciones de que estaba in agro Capenate, y al pie del monte Soracte. Una fuente al pie de la colina de Sant'Oreste, cerca del extremo sureste de la montaña, todavía es llamada Felonica. Como este tipo de fuentes estaban generalmente conectadas con bosques sagrados, es muy probable que este fuera el sitio del bosque y el santuario de la diosa. Antonio Nibby y George Dennis piensan que el pueblo de Sant'Oreste, que se encuentra en lo alto de la colina (un ramal de Soracte), y que tiene algunos rastros de haber sido un sitio antiguo, ocupa la posición de la antigua ciudad de Feronia.
Plinio menciona un Lucus Feroniae entre las colonias del interior de Etruria y, por el orden en que describe las ciudades de esa provincia, no cabe duda de que se refiere a la célebre localidad del sur de Etruria. Pero es singular que Ptolomeo, que también anota un Lucus Feroniae, al que da el título de colonia, y lo sitúa en el extremo noroeste de Etruria, entre el Arnus (el Arno moderno) y el Macra. No se produce ninguna otra noticia de ninguno de esos lugares en esta parte de Etruria y el Liber Coloniarum, aunque excepcionalmente copioso en su descripción de la provincia de Tuscia, no menciona tal colonia en absoluto. Una inscripción, por otro lado, en la que encontramos el nombre de Colonia Julia Felix Lucoferonensis se refiere probablemente a la ciudad etrusca del sur, y en general es más probable que el nombre se haya perdido por Ptolomeo, por lo que debería haber existido una segunda colonia de ese nombre, de la que no sabemos nada.